# 菅原武男
菅原武男（日语：／ Sugawara Takeo，1938年5月23日—），日本男子链球运动员。他曾获得1966年亚洲运动会男子链球金牌，还曾参加1960年夏季奥运会、1964年夏季奥运会、1968年夏季奥运会和1972年夏季奥运会男子链球比赛。